# علم السلوك البشري

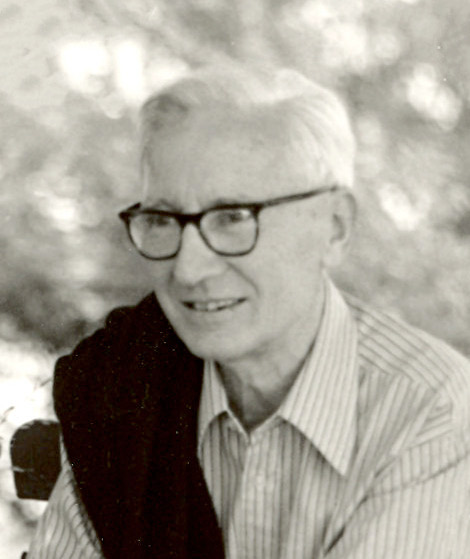

علم السلوك البشري هو دراسة سلوك الإنسان. يُعتبر علم السلوك كتخصص عام فرعًا لعلم الأحياء، على الرغم من أن النظريات في علم النفس طُورت استنادًا إلى الأفكار من علم الأخلاق (علم الأحياء الاجتماعي، علم النفس التطوري، نظرية التعلق، النظريات حول المسلمات البشرية مثل الاختلافات بين الجنسين وتجنب سفاح المحارم والحداد والتسلسل الهرمي والسعي للحيازة). يخلق الجسر بين علم الأحياء والعلوم الاجتماعية فهمًا لعلم السلوك البشري.

## نظرة على الطبيعة البشرية
- البشر حيوانات اجتماعية، ومثلما تقوم الذئاب والأسود بإنشاء مجموعات أو جماعات صيد لحماية أنفسها، كذلك البشر ينشئون هياكل اجتماعية معقدة بما في ذلك العائلات والأمم.
- البشر «كائنات حيوية تطورت ضمن ظروف بيئية معينة»
- الذكاء، اللغة، الترابط الاجتماعي، العدوانية والغيرية جميعها جزء من الطبيعة البشرية لأنها «تخدم أو خدمت الهدف في صراع الأنواع في البقاء»
- يُعرّف مستوى النمو لدى الأطفال بناءً على التطور الحيوي لسلوكياتهم
- تتطور احتياجات الإنسان بناءً على الظروف المحيطة. إذ يجب على البشر التكيف بهدف البقاء. نشأ التفكير المعرفي والتواصل نتيجة للحاجة إلى التعاون بين الأفراد من أجل البقاء.

تختلف النظرة إلى الطبيعة البشرية بين واضعي نظريات علم السلوك
- اعتقد لورينز أن للبشر طبيعة تلقائية حيوية، مثل المنبهات التي تثير أنماطًا ثابتة من الأفعال. تطورت نظريته من النموذج العكسي أو النموذج الهيدروليكي أو نموذج «المرحاض الدافق» الذي وضع الأطر المفاهيمية لأنماط سلوك الدافع. تطورت بعض أنماط الأفعال الثابتة كنتيجة لدافع البقاء. الغريزة مثال على أنماط الأفعال الثابتة. أي سلوك يُعتبر غريزيًا إذا أنجز بغياب التعلم، فردود الأفعال قد تكون غرائز. على سبيل المثال، يعرف المولود حديثًا كيف يبحث عن حلمة أمه ويمصها ليتغذى بصورة غريزية.
- يعتقد بولبي (والعديد من واضعي نظريات علم السلوك المعاصرين) أن البشر يتصرفون بشكل تلقائي لتلبية متطلبات البيئة المحيطة بهم، إذ إنهم مشاركون فاعلون يبحثون عن والد أو طعام أو شريك (بمعنى أن الطفل مثلاً يسعى للبقاء ضمن ناظر مقدمي الرعاية الخاصين به).
- يعتقد فيجوتسكي أن الطريقة التي يفكر بها البشر تستند إلى الثقافة التي يترعرعون ضمنها واللغة التي تحيط بهم. أكد على أن الأطفال يكبرون ضمن رموز ثقافتهم، اللغوية تحديداً. إذ تصنف هذه الرموز اللغوية العالم حولهم وتنظمه. هذا التنظيم للعالم مُتأصل، مما يؤثر على طريقة تفكيرهم.
- تميل السلوكيات البشرية للتغير بناءً على البيئة والعقبات المحيطة التي يبدأ الأفراد بمواجهتها. نشأ تقدمان تطوريان في السلوك الإنساني كوسيلة لإتاحة مجال التواصل والتعاون بين البشر. قام واضعا النظريات حول البنى الأساسية، ميد وفيتغينشتاين، بوضع النظريات حول إنشاء التعاون ضمن ترحال الإنسان. خلق هذا التعاون أهدافاً اجتماعية بين البشر وأرضية مشتركة. وقد خلق البشر نمطاً جديداً من التواصل التعاوني لتنسيق أهدافهم المشتركة. اعتمد هذا التواصل على الإيماءات التي سمحت للبشر بالتعاون فيما بينهم من أجل تحقيق أهدافهم المرجوة. يُعتقد أن هذا التغير في سلوكياتهم كان نتيجة للتغير في البيئة المحيطة بهم. تتطلب البيئة البقاء، وكيّف البشر سلوكياتهم لتحقيق البقاء. بكلمات أخرى، يُعرف هذا باسم فرضية النية المشتركة. وفقاً لهذه الفرضية، تطور الفكر الإنساني من نية فردية تتمحور حول الذات كتكيف لـ«التعامل مع المشكلات من خلال التكافل الاجتماعي، خصوصاً المشكلات التي تطرحها محاولات الأفراد للتعاون والتواصل مع الآخرين»، يحدث هذا التطور على خطوتين، الخطوة الأولى التي تقود الفرد إلى «القصدية المشتركة»، والأخرى من القصدية المشتركة إلى «القصدية الجمعية».
- تعتبر النظريات الميكانيكية أن السلوك انفعالي. تجادل هذه النظرية أن السلوك البشري منفعل من خلال الدوافع الفيزيولوجية والمحرضات العاطفية. على عكس النظريات الميكانيكية، فإن النظريات العضوية تعتبر السلوك فاعلًا، إذ تجادل بان الكائن الحي فاعل في سلوكه، ما يعني أنه يقرر كيف يتصرف ويبدأ سلوكه الخاص. توجد لدى البشر حاجات متأصلة يسعون إلى تلبيتها. تجعل هذه الاحتياجات البشر يعملون في سبيل تلبيتها، بدلاً من مجرد التفاعل معها. لا تعتبر النظرية الفاعلة في السلوك البشري المحرض على أنه مسبب للسلوك، بل على أنه فرصة يمكن للبشر استغلالها لتلبية متطلباتهم.

## التنوع
- التنوع مفهوم جوهري في علم السلوك البشري ونظرية التطور. هذا ليس صحيحًا من الناحية الوراثية وحسب، بل من الناحية الثقافية أيضًا.
- يلعب التنوع الجيني دورًا كوسيلة تكيف من قبل السكان مع البيئات المتغيرة. مع زيادة التنوع، تختلف بعض الألائل لدى بعض السكان كنوع من التلاؤم مع البيئة. هؤلاء الأفراد أكثر احتمالية للبقاء لإنتاج ذرية تحمل هذه الألائل. ستستمر الجمهرة لمزيد من الأجيال نتيجة لهذا التبدل لدى هؤلاء الأفراد.
- يتضمن المجال الأكاديمي لعلم الوراثة السكانية العديد من الفرضيات والنظريات المتعلقة بالتنوع الجيني. تقترح نظرية التطور المحايدة أن التنوع هو نتيجة لتراكم البدائل المحايدة. الانتقاء القائم على التنوع هو فرضية تقول إن مجموعتان فرعيتان للجمهرة العامة للأنواع تعيشان في بيئات مختلفة تختار ألائل مختلفة من مناطق مختلفة. قد يحدث هذا، على سبيل المثال، إذا كان للنوع نطاق كبير بالنسبة لحركة الأفراد داخله.
- التنوع الثقافي مهم أيضًا. من وجهة نظر انتقال الثقافة، البشر هم الحيوانات الوحيدة التي تنقل المعرفة الثقافية التراكمية إلى أنسالها. في حين أن الشمبانزي يمكن أن يتعلم استخدام الأدوات من خلال مشاهدة حيوانات الشمبانزي الأخرى من حوله، لكن البشر قادرون على تجميع مواردهم المعرفية لإنشاء حلول أكثر تعقيدًا للمشكلات، وطرائق أكثر تعقيدًا للتفاعل مع بيئاتهم.
- يشير تنوع الثقافات إلى فكرة أن البيئة تشكل البشر ويتفاعلون معها ليتشكلوا من خلالها. ينشأ التنوع الثقافي من تكيفات بشرية مختلفة مع عوامل بيئية مختلفة، والتي بدورها تشكل البيئة، والتي بدورها تشكل السلوك البشري. تنتج عن هذه الدورة تمثيلات ثقافية متنوعة تؤدي في النهاية إلى استمرارية الجنس البشري. هذا النهج مهم كطريقة لبناء جسر بين العلوم الحيوية والاجتماعية، ما يخلق فهمًا أفضل لعلم السلوك البشري.[1]
- تعد الميول الجنسية أحد أهم الأمثلة على التنوع الثقافي. إذ لاحظ علماء السلوك منذ فترة طويلة وجود ميول جنسية مثلية لدى أكثر من 250 نوع حيواني. قد يبدو من غير البديهي الاعتبار أن هذه سمة تكيفية، لكن الدراسة الوثيقة تُظهر أن السمات مثلية الجنس يمكن أن تستمر وتظهر لدى الأجيال اللاحقة، بالرغم من أن هذه الأجيال ليست ناتجة بشكل مباشر عن السلوكيات مثلية الجنس.
- الجنسية المثلية من شأنها أن تقلل المنافسة على الشركاء غيريي الجنس.
- يمكن لأفراد الأسرة مثليي الجنس زيادة الموارد المتاحة من إخوتهم دون إنتاج ذرية للتنافس على هذه الموارد وبالتالي خلق فرص أفضل للنسل للبقاء.